# 李忠憲
李忠憲（1968年1月23日—），嘉義人，臺灣學者，現為成功大學電機系教授。李忠憲曾參與公民運動，如太陽花學運。也時常在報章媒體發表文章，但堅持不拿錢寫稿。2020年曾極力呼籲政府暫緩數位身分證政策，從專業角度說明該政策的風險利弊，並採取實際行動，成功阻止計畫施行。

## 生平
李忠憲從小家境不好，不受父母特別寵愛，父親是修輪胎師傅、母親是果農的女兒。小時候的志願曾是「希望自己能找到份工作，不造成社會負擔就好」。
李忠憲高中就讀嘉義高中。由於自卑感，李忠憲努力讓自己的高中課業保持班上第一，藉由成績的回饋而獲得成就感。即便他當時就讀自然組，也會特地購買史地的參考書。一路順著台灣填鴨教育知識長大，李忠憲慶幸的是，自已並不因為填鴨教育而對知識失去興趣。
大學後，接觸到不同思潮的書籍，曾一度對電機系感到無趣。曾徵詢過學長，「若不喜歡電機，應該選讀什麼領域？」後來，學長提示他可以往「網路」領域——可以接觸到人。大四時，野百合學運成為他啟蒙的源頭，也意外讓他開啟遠赴德國留學的旅程。讀完大學後，家中投资失敗，因而有了近一千八百萬的負債。大學期間曾閱讀赫塞的作品，後來聽聞謝志偉提過到德國留學不用錢，而在研究所時期積極學習德文。
1994年，李忠憲考取公費留學。在確定獲得公費之前，李忠憲考量到當時許多學長姊學成歸國未能找到教職，因此也考了公務員，高考一級(等同於現在高考二級)電子工程榜首，並曾實際到台北市政府服務。
李忠憲直到了德國念書，才了解到獨立自主的意義。他花了三年半完成博士班，德國恩師曾在博士班畢業時，曾為他安排在地的工作機會。後來，李忠憲選擇返鄉發展。
2015年2月，馬英九政府欲在卸任前，開放中國大陸紫光集團入股臺灣半導體產業。當時李忠憲與台大電機系教授林宗男、交大資工系特聘教授林盈達、成大電機系教授張順志等人挺身反對，發起聯署反對開放。
2020年，因擔心人民隱私與國家資安風險，李忠憲與林宗男教授親自去新竹找林智堅市長，而讓原定新竹市數位身分證暫緩試辦。

## 著作
- 《隱性反骨：持續思辨、否定自我的教授，帶你逆想人生》（2021，先覺出版，ISBN 9789861343686）

## 外部連結
- 李忠憲的Facebook專頁
- 李忠憲的NCKU EE 教師個人頁面